# Serie A1 1954/55
Die Saison 1954/55 war die 22. Spielzeit der Serie A1, der höchsten italienischen Eishockeyspielklasse. Meister wurde zum insgesamt fünften Mal in der Vereinsgeschichte der HC Milano Inter.

## Modus
In der Hauptrunde wurde die Liga in zwei Gruppen mit jeweils vier Mannschaften aufgeteilt. Die beiden Erstplatzierten der beiden Gruppen qualifizierten sich für die Finalrunde, deren Erstplatzierter Meister wurde. Die beiden letztplatzierten Mannschaften spielten um den Klassenerhalt.
Für einen Sieg erhielt jede Mannschaft zwei Punkte, bei einem Unentschieden gab es einen Punkt und bei einer Niederlage null Punkte.

## Hauptrunde

### Gruppe A
|    | Klub           | Sp | S | U | N | Tore  | Punkte |
| -- | -------------- | -- | - | - | - | ----- | ------ |
| 1. | HC Bozen       | 6  | 5 | 1 | 0 | 45:17 | 11     |
| 2. | SG Cortina     | 6  | 4 | 1 | 1 | 46:15 | 9      |
| 3. | CS Fiat Torino | 6  | 2 | 0 | 4 | 24:43 | 4      |
| 4. | HC Ortisei     | 6  | 0 | 0 | 6 | 11:51 | 0      |

### Gruppe B
|    | Klub                        | Sp | S | U | N | Tore  | Punkte |
| -- | --------------------------- | -- | - | - | - | ----- | ------ |
| 1. | HC Milano Inter             | 6  | 6 | 0 | 0 | 109:8 | 12     |
| 2. | HC Auronzo                  | 6  | 4 | 0 | 2 | 52:30 | 8      |
| 3. | HC Alleghe                  | 6  | 2 | 0 | 4 | 28:81 | 4      |
| 4. | HC Diavoli Rossoneri Milano | 6  | 0 | 0 | 6 | 7:77  | 0      |

## Finalrunde
|    | Klub            | Sp | S | U | N | Tore  | Punkte |
| -- | --------------- | -- | - | - | - | ----- | ------ |
| 1. | HC Milano Inter | 6  | 6 | 0 | 0 | 31:13 | 6      |
| 2. | HC Bozen        | 6  | 5 | 1 | 0 | 16:13 | 4      |
| 3. | SG Cortina      | 6  | 2 | 0 | 4 | 13:23 | 1      |
| 4. | HC Auronzo      | 6  | 0 | 0 | 6 | 16:27 | 1      |

## Meistermannschaft
Giancarlo Agazzi – George Beach – Mario Bedogni – Vittorio Bolla – Franco Bollani – Giampiero Branduardi – Ernesto Crotti – William Cupolo – Umberto Gerli – Salvatore Guccione – Carlo Montemurro

## Relegation
Der hochverschuldete HC Diavoli Rossoneri wurden nach dem Rücktritt ihres Präsidenten unter Zwangsverwaltung gestellt. In der Relegation gelang ihnen dennoch der Verbleib in der Serie A.
- HC Diavoli Rossoneri Milano – HC Ortisei 3:2

Der unterlegene HC Ortisei trat gegen den Sieger der Serie B an schaffte den Klassenerhalt.
- HC Ortisei – HC Asiago 5:4